# Ramona (1961)
Ramona ist ein deutsches Filmlustspiel aus dem Jahre 1961 von Paul Martin mit Senta Berger und Joachim Hansen in den Hauptrollen.

## Handlung
Ramona ist eine ebenso begehrte wie attraktive Sängerin und Tänzerin aus der Südsee, die für eine deutsche Musikrevue verpflichtet wurde und als großer Star herausgestellt werden soll. Doch die blutjunge Dame zeigt sich als äußerst kapriziös und lässt eines Tages Vertrag Vertrag sein und lässt die Musicalbetreiber, die in Berlin groß durchstarten wollten, über Nacht im Stich. Nun ist „Holland in Not“, und Theaterdirektorin Nannen wie auch Regisseur Steinberg benötigen dringend Ersatz für Ramona.
Da hat der pfiffige Pressechef Kroll die rettende Idee: Warum nicht irgendeine Unbekannte statt der ausgebüxten echten Ramona als falsche Ramona in die Nummer einbauen? Ein weiblicher No Name mit Aufstiegswunsch und ohne Allüren ist schnell gefunden: die junge Nachwuchsmimin Yvonne. Alles könnte so gut laufen, gäbe es da nicht die Reporterin Ellinor, die den Schwindel aufdeckt und aus Eifersucht die falsche Ramona auffliegen lassen möchte. Im letzten Moment kehrt die echte Ramona wieder zu der Truppe zurück, jedoch nur ihrem Kollegen Montez zuliebe, der der männliche Star der Musikrevue ist.

## Produktionsnotizen
Ramona wurde ab dem 10. Oktober bis in den November 1961 hinein in den CCC-Studios von Berlin-Spandau gedreht und lief, je nach Quelle, am 21. oder 22. Dezember 1961 in Deutschland an.
Wilhelm Vorwerg und Paul Markwitz zeichneten für die Filmbauten verantwortlich, Vera Mügge entwarf die Kostüme. Tutte Lemkow zeichnete für die Choreographie verantwortlich. Erwin Gitt war Produktionsleiter.
Ramona-Darstellerin Judith Dornys war auch im wahren Leben primär eine Tänzerin.
Das niederländisch-indonesische Gesangsduo Blue Diamonds singt hier auch das Titellied, mit dem die beiden Brüder im Jahr zuvor (1960) in Deutschland einen großen Verkaufshit gelandet hatten.

## Kritiken
Paimann’s Filmlisten resümierte: „Eine Story nach bekanntem Rezept, die Anlaß für an sich nette Revueszenen, die sie allerdings handlungsmäßig ebensowenig stützt, wie die Mitwirkenden den Erfolg der von ihnen Verkörperten glaubhaft machen. Hörenswerte Musik…“

„Mit den üblichen Zutaten des Genres garniert, bietet der Film bestenfalls durchschnittliche Unterhaltung.“